# Double or Nothing (film 1937)
Double or Nothing – amerykański musical komediowy z 1937 roku w reżyserii Theodore’a Reeda, w którym występuje Bing Crosby, Martha Raye, Andy Devine i Mary Carlisle.

## Obsada
- Bing Crosby jako „Lefty” Boylan
- Martha Raye jako Liza Lou Lane
- Andy Devine jako Half Pint
- Mary Carlisle jako Vicki Clark
- William Frawley jako John Pederson
- Benny Baker jako Sailor
- Samuel S. Hinds jako Jonathan Clark
- William Henry jako Egbert Clark
- Fay Holden jako Martha Sewell Clark
- Bert Hanlon jako Nick Praxitales
- Gilbert Emery jako pan Mitchell
- Walter Kingsford jako pan Dobson
- John Gallaudet jako Johnny Rutherford

i inni